# Cardinal rubiniu
Cardinalul rubiniu (Cardinalis phoeniceus) este o pasăre din genul Cardinalis, care se găsește în Columbia și Venezuela.

## Taxonomie
Cardinalul rubiniu este monotipic. Acesta și celelalte specii din genul Cardinalis au fost la un moment dat plasate în genurile Richmondena și Pyrrhuloxia. Cardinalul rubiniu este mai strâns înrudit cu cardinalul de deșert (C. sinuatus) decât cu cardinalul nordic (C. cardinalis).

## Galerie

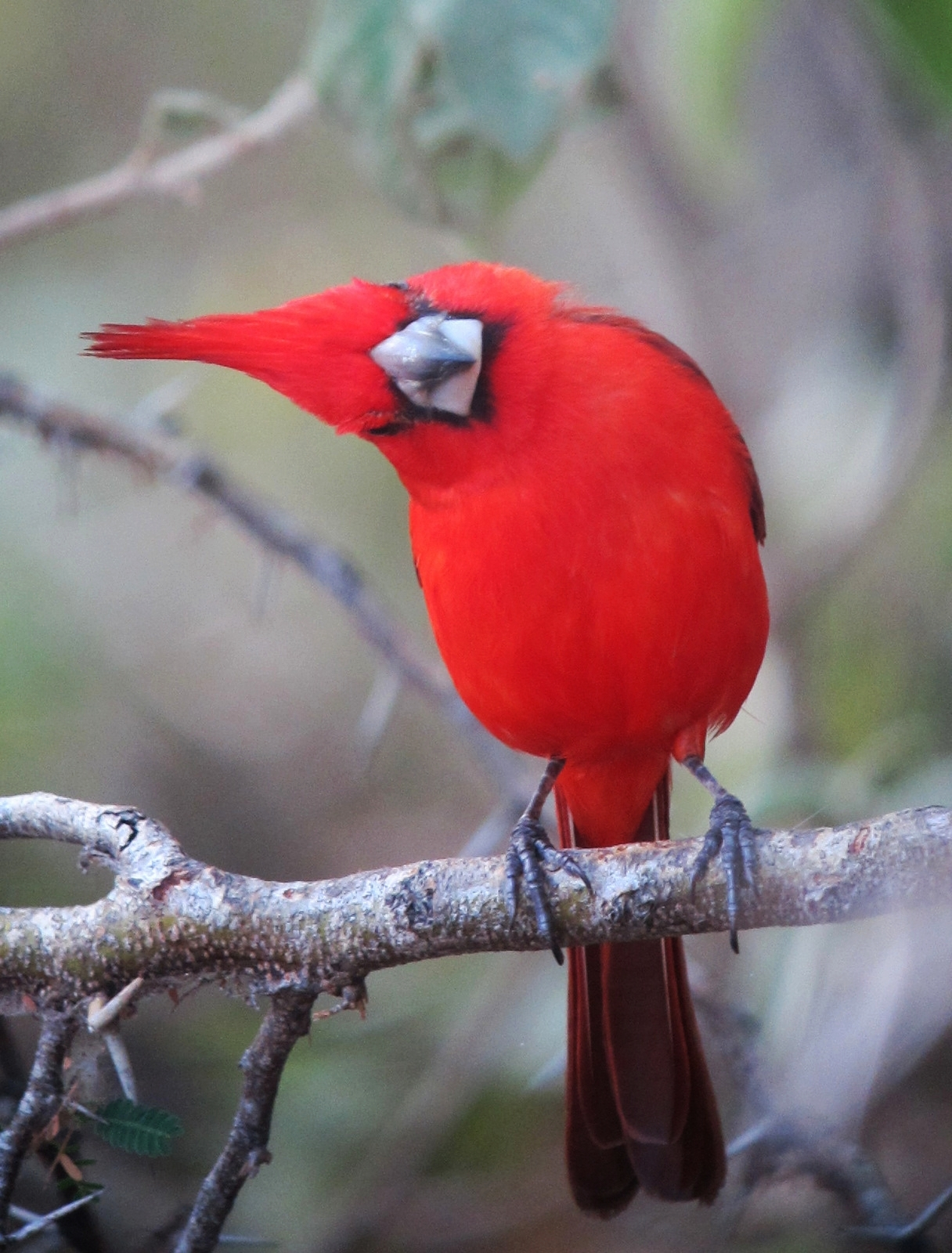
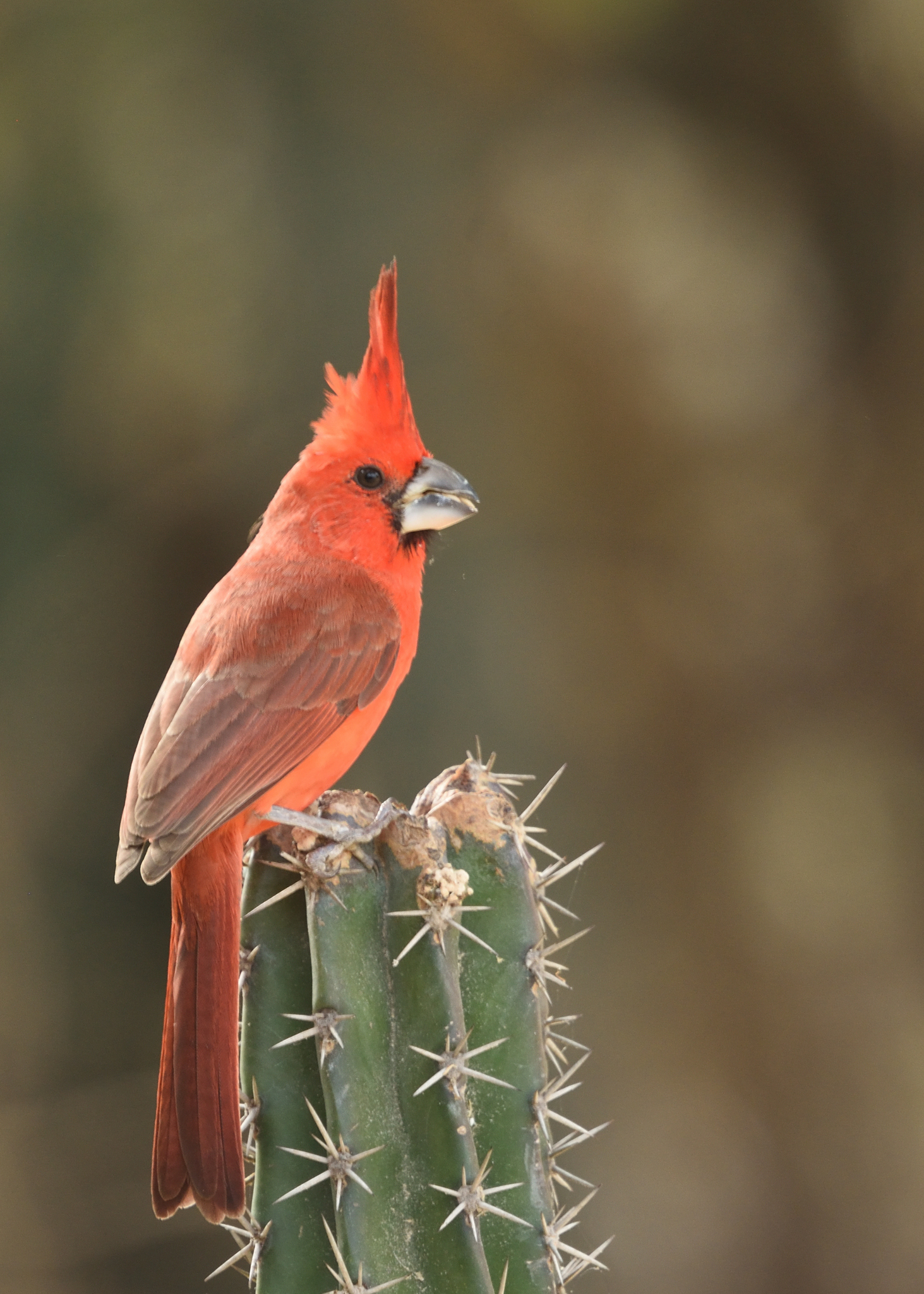
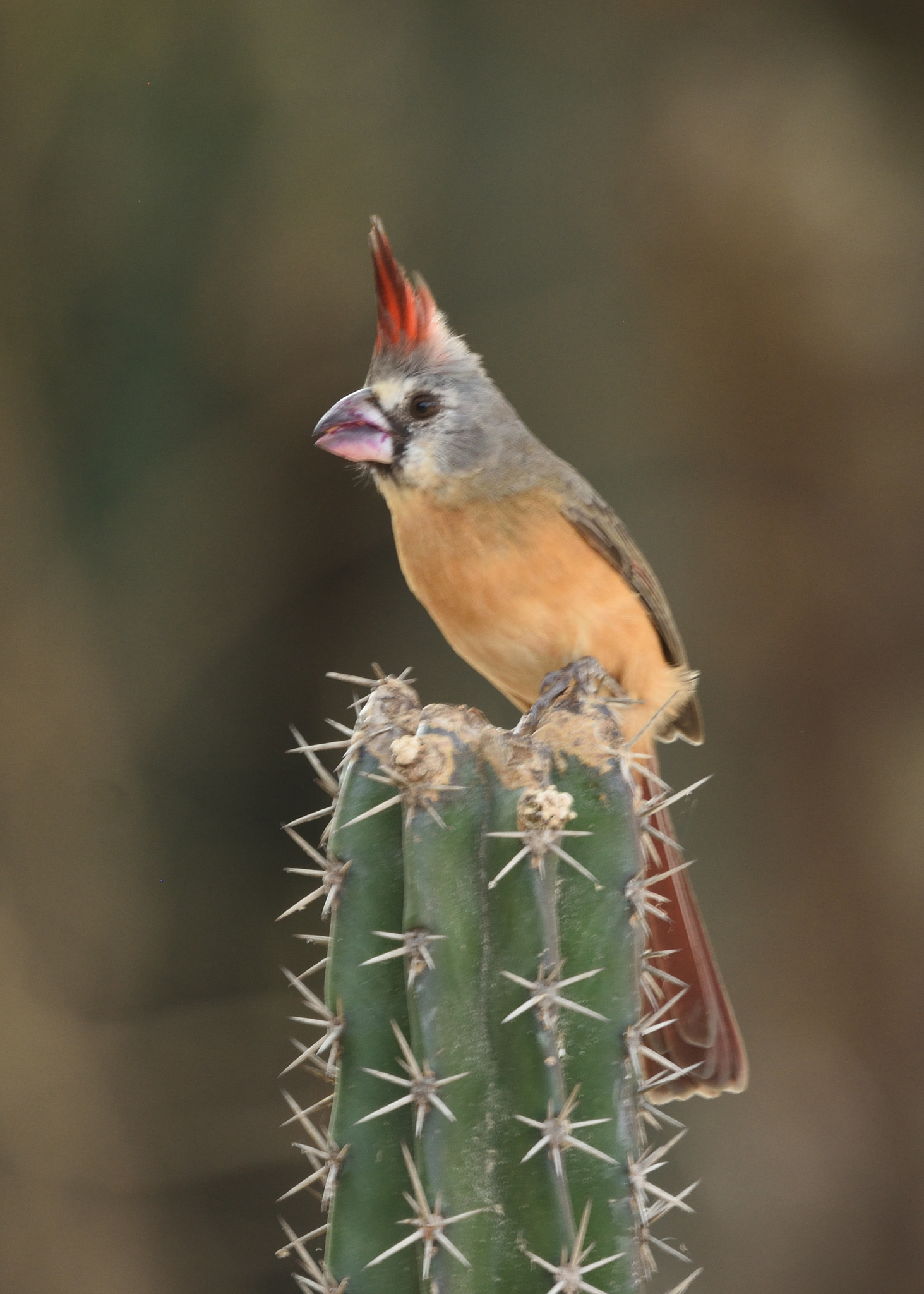